# Ореджи, Агостино
Агостино Ореджи (итал. Agostino Oreggi; 1577, Санта-София, Великое герцогство Тосканское — 12 июля 1635, Беневенто, Папская область) — итальянский куриальный кардинал и доктор обоих прав. Великий элемозинарий с 6 августа 1623 по 28 ноября 1633. Архиепископ Беневенто с 28 ноября 1633 по 12 июля 1635. Кардинал-священник с 28 ноября 1633, с титулом церкви Сан-Систо с 9 января 1634 по 12 июля 1635.